# Cahuilla jezik
Cahuilla jezik (ISO 639-3: chl), jezk Cahuilla Indijanaca koim još danas govori svega desetak ljudi, 14 (1994 L. Hinton), svega 15 etničkih (2000 popis). Govorno područje nalazi se ju južnoj Kaliforniji, San Gorgonio Pass i pustinja Mohave, a danas na malenim rezervatima Morongo, Agua Caliente (Palm Springs), Soboba, Cabazon, Augustine, Torres-Martinez, Santa Rosa, Cahuilla, Ramona i Los Coyotes. 
Izvorno je izgleda, sudeći po njihovim trima skupinama postojalo 3 dijalekta, planinski, pistinjski i zapadni ili pass cahuilla.
Pripada šošonskoj užoj skupini takijskih jezika, podskupina cahuilla-cupeno

## Vanjske poveznice
- Ethnologue (14th)
- Ethnologue (15th)